# Blanche Sahuqué
Blanche Sahuqué, nacida Blanche Larronde (Amberes, 1860-Arcachon, 1912) fue una dama de las letras francesa. Es conocida por ser la tía de Carlos Larronde.

## Biografía
De origen belga, nació en Amberes y el 1883 se casó en Burdeos con Georges Sahuqué, negociante, arquitecto naval y pintor. Tendrán  dos hijas Gabrielle y Adrienne, a la segunda le dedicará un poema: La lieseuse. Murió en Arcachon el 1912.

## Obras
- Le chemin salitaire, Sansot 1908
- L'amour découronné,[2] roman,  Sansot 1910
- Pages posthumes : Vers le couchant, suivi de Cyrille  Sansot 1913 Lire en ligne [archive]
- Colabora en La revue de France